# ГЕС Hànpíngzuǐ
ГЕС Hànpíngzuǐ (汉坪嘴水电站) — гідроелектростанція у центральній частині Китаю в провінції Ганьсу. Знаходячись після ГЕС Héngdān (15 МВт), становить нижній ступінь каскаду на річці Байшуй, яка впадає праворуч до Байлун (права притока Цзялінцзян — великого лівого допливу Янцзи).
У межах проекту Baishui перекрили кам'яно-накидною греблею з бетонним облицюванням висотою 57 метрів, довжиною 202 метри та шириною по гребеню 8 метрів. Вона утримує витягнуте по долині річки на 17,6 км водосховище з об'ємом 55 млн м3, в якому припустиме коливання рівня поверхні у операційному режимі між позначками 752 та 755 метрів НРМ (під час повені до 757,4 метра НРМ).
Пригреблевий машинний зал обладнали трьома турбінами типу Френсіс потужністю по 24 МВт, які використовують напір у 44 метри та забезпечують виробництво 364 млн кВт-год електроенергії на рік.
Видача продукції відбувається по ЛЕП, розрахованій на роботу під напругою 110 кВ.
Відпрацьована вода прямує по Baishui до її устя, котре припадає на ділянку водосховища ГЕС Бікоу.